# Egestula gaza
Egestula gaza är en snäckart som först beskrevs av Suter 1909.  Egestula gaza ingår i släktet Egestula och familjen Helicodiscidae. Inga underarter finns listade i Catalogue of Life.